# 花島駅
花島駅（ファドえき、朝鮮語: 화도역）は、朝鮮民主主義人民共和国の南浦特別市温泉郡の駅で、平南線に属する。 

## 隣の駅
平南線
西広梁駅 - 花島駅 - 路上駅